# Roberto Simonazzi
Roberto Simonazzi (* 1963 in Garmisch-Partenkirchen) ist ein ehemaliger deutscher Leichtathlet und Sporttherapeut.

## Leben und sportliche Laufbahn
Roberto Simonazzi wurde 1963 in Garmisch-Partenkirchen geboren. Er besuchte die Oberschule bis zum Abitur und studierte dann an der Sporthochschule Köln Sportwissenschaft. Das Studium schloss er mit dem Diplom ab. Im Alter von 18 Jahren erlitt er einen schweren Unfall, bei dem er ein Bein verlor (Oberschenkelamputation).
Mit seinen Leistungen in den Disziplinen Diskus, Kugelstoßen, Speerwurf und Fünfkampf wurde Simonazzi in die Deutsche Behinderten-Leichtathletiknationalmannschaft berufen. Mit dieser Mannschaft nahm er von 1984 bis 2000 an insgesamt fünf Paralympischen Spielen teil. Bei seinen ersten Paralympischen Sommerspielen blieb er zwar noch ohne Medaillengewinn (5. Platz im Speerwurf), kam aber schon 1988 in die Medaillenränge. Er wurde Olympiasieger im Kugelstoßen und errang im Speerwurf und im Diskus jeweils eine Silbermedaille. 1992 in Barcelona holte er eine Goldmedaille im Fünfkampf und zusätzlich noch eine Bronzemedaille im Diskuswurt, Eine weitere Bronzemedaille, diesmal im Speerwurf, erkämpfte er sich 1996 in Atlanta, während es für ihn 2000 in Sydney nur zu einem 5. Platz im Fünfkampf und einem 6. Platz im Kugelstoßen reichte.
Für den Medaillengewinn bei den Paralympischen Sommerspielen 1992 in Barcelona verlieh ihm Bundespräsident Richard von Weizsäcker am 23. Juni 1993 das Silberne Lorbeerblatt.